# Championnats du monde d'aviron 2014
Navigation
Chungju 2013 Lac d'Aiguebelette 2015
Les championnats du monde d'aviron 2014 se tiennent à Amsterdam (Pays-Bas) du 23 au 31 août 2014. Ils sont organisés par la Fédération internationale des sociétés d'aviron (FISA). En année non olympique, les championnats du monde constituent l'événement le plus important de la saison internationale.

## Participants
Au total, 1 168 rameurs de 60 pays différents ont participé à la compétition dont 707 rameurs poids lourds, 356 rameurs poids légers et 106 para-rameurs, pour un total de 445 bateaux. Il y avait plus de rameurs hommes (738) que de rameurs femmes (430). La plus grande délégation de la compétition était la délégation américaine, avec 84 rameurs.

### Participants par pays
Voilà un tableau montrant le nombre d’équipes et de rameurs par pays. Certains rameurs font partie de plusieurs équipes.
| Pays               | Nombre d'équipes | Nombre de rameurs |
| ------------------ | ---------------- | ----------------- |
| Afrique du Sud     | 8                | 17                |
| Algérie            | 2                | 2                 |
| Allemagne          | 25               | 81                |
| Angola             | 1                | 2                 |
| Argentine          | 8                | 14                |
| Arménie            | 3                | 4                 |
| Australie          | 19               | 59                |
| Autriche           | 7                | 15                |
| Azerbaïdjan        | 5                | 6                 |
| Belgique           | 2                | 2                 |
| Biélorussie        | 9                | 33                |
| Brésil             | 8                | 19                |
| Bulgarie           | 4                | 7                 |
| Canada             | 12               | 37                |
| Chili              | 19               | 60                |
| Chine              | 19               | 60                |
| Croatie            | 4                | 6                 |
| Cuba               | 1                | 1                 |
| Danemark           | 10               | 20                |
| Égypte             | 4                | 6                 |
| Espagne            | 10               | 28                |
| Estonie            | 4                | 9                 |
| États-Unis         | 25               | 84                |
| Finlande           | 3                | 5                 |
| France             | 17               | 22                |
| Grèce              | 7                | 15                |
| Honduras           | 5                | 8                 |
| Irlande            | 8                | 14                |
| Israël             | 4                | 6                 |
| Italie             | 26               | 78                |
| Japon              | 6                | 12                |
| Kazakhstan         | 2                | 2                 |
| Lettonie           | 2                | 3                 |
| Lituanie           | 5                | 10                |
| Mexique            | 6                | 15                |
| Nouvelle-Zélande   | 13               | 31                |
| Norvège            | 17               | 13                |
| Ouganda            | 6                | 12                |
| Paraguay           | 1                | 1                 |
| Pays-Bas           | 22               | 75                |
| Pérou              | 2                | 2                 |
| Pologne            | 8                | 28                |
| Portugal           | 1                | 1                 |
| Porto Rico         | 3                | 4                 |
| Qatar              | 2                | 2                 |
| République tchèque | 10               | 24                |
| Roumanie           | 6                | 20                |
| Royaume-Uni        | 19               | 62                |
| Russie             | 19               | 59                |
| Serbie             | 6                | 12                |
| Slovénie           | 4                | 8                 |
| Slovaquie          | 1                | 1                 |
| Suède              | 3                | 5                 |
| Suisse             | 7                | 13                |
| Tunisie            | 1                | 1                 |
| Turquie            | 3                | 11                |
| Ukraine            | 12               | 28                |
| Uruguay            | 1                | 4                 |
| Vanuatu            | 1                | 1                 |
| Zimbabwe           | 2                | 2                 |

## Podiums

### Hommes
| Épreuves                           | Or | Or            | Argent | Argent        | Bronze | Bronze        |
| ---------------------------------- | --- | ------------- | --- | ------------- | --- | ------------- |
| Skiff M1x                          | Tchéquie Ondřej Synek | 6 min 37 s 12 | Nouvelle-Zélande Mahé Drysdale | 6 min 37 s 85 | Cuba Ángel Fournier | 6 min 44 s 31 |
| Skiff poids légers LM1x            | Italie Marcello Miani | 6 min 43 s 37 | Allemagne Lars Hartig | 6 min 46 s 73 | Suisse Michael Schmid (aviron) | 6 min 50 s 88 |
| Deux de couple M2x                 | Croatie Martin Sinković Valent Sinković | 6 min 0 s 52  | Italie Romano Battisti Francesco Fossi | 6 min 4 s 42  | Australie James McRae Alexander Belonogoff | 6 min 4 s 43  |
| Deux de pointe M2−                 | Nouvelle-Zélande Eric Murray Hamish Bond | 6 min 9 s 34  | Royaume-Uni James Foad Matt Langridge | 6 min 13 s 75 | Afrique du Sud Vincent Breet Shaun Keeling | 6 min 16 s 85 |
| Deux de pointe avec barreur M2+    | Nouvelle-Zélande Eric Murray Hamish Bond Caleb Shepherd                                                                                                  | 6 min 33 s 26 | Royaume-Uni Alan Sinclair Scott Durant Henry Fieldman                                                                                                  | 6 min 43 s 45 | Allemagne Peter Kluge Alexander Egler Jonas Wiesen | 6 min 45 s 85 |
| Deux de couple poids légers LM2x   | Afrique du Sud James Thompson John Smith | 6 min 5 s 36  | France Stany Delayre Jérémie Azou | 6 min 5 s 45  | Norvège Kristoffer Brun Are Strandli | 6 min 5 s 79  |
| Deux de pointe poids légers LM2−   | Suisse Simon Niepmann Lucas Tramèr | 6 min 22 s 91 | France Augustin Mouterde Thomas Baroukh | 6 min 25 s 02 | Royaume-Uni Sam Scrimgeour Jonathan Clegg | 6 min 25 s 48 |
| Quatre de couple M4x               | Ukraine Dmytro Mikhay Artem Morozov Oleksandr Nadtoka Ivan Dovhodko                                                                                      | 5 min 32 s 26 | Royaume-Uni Graeme Thomas Sam Townsend Charles Cousins Peter Lambert                                                                                   | 5 min 32 s 35 | Allemagne Karl Schulze Tim Grohmann Kai Fuhrmann Philipp Wende | 5 min 36 s 97 |
| Quatre de pointe M4−               | Royaume-Uni Alex Gregory Mohamed Sbihi George Nash Andy Triggs Hodge                                                                                     | 5 min 40 s 24 | États-Unis James Grant Michael Gennaro Henrik Rummel Seth Weil                                                                                         | 5 min 42 s 90 | Australie Fergus Pragnell Joshua Dunkley-Smith Spencer Turrin Alexander Lloyd                                                                                       | 5 min 43 s 47 |
| Quatre de couple poids légers LM4x | Grèce Georgios Konsolas Spyridon Giannaros Panayótis Magdanís Eleftherios Konsolas                                                                       | 5 min 42 s 75 | Allemagne Daniel Lawitzke Max Röger Jost Schoemann-Finck Konstantin Steinhübel                                                                         | 5 min 45 s 65 | Chine Tian Bin Wang Tiexin Li Hui Dong Tianfeng | 5 min 46 s 69 |
| Quatre de pointe poids légers LM4− | Danemark Kasper Winther Jørgensen Jacob Larsen Jacob Barsøe Morten Jørgensen                                                                             | 5 min 47 s 15 | Nouvelle-Zélande James Hunter Alistair Bond Peter Taylor Peter Rapley                                                                                  | 5 min 48 s 76 | Royaume-Uni Mark Aldred Peter Chambers Richard Chambers Chris Bartley                                                                                               | 5 min 49 s 58 |
| Huit M8+                           | Royaume-Uni Nathaniel Reilly-O'Donnell Matthew Tarrant William Satch Matthew Gotrel Pete Reed Paul Bennett Tom Ransley Constantine Louloudis Phelan Hill | 5 min 24 s 11 | Allemagne Max Planer Malte Jakschik Andreas Kuffner Felix Drahotta Richard Schmidt Eric Johannesen Maximilian Reinelt Felix Wimberger Martin Sauer     | 5 min 24 s 77 | Pologne Zbigniew Schodowski Mateusz Wilangowski Marcin Brzeziński Robert Fuchs Krystian Aranowski Michał Szpakowski Mikołaj Burda Piotr Juszczak Daniel Trojanowski | 5 min 26 s 90 |
| Huit poids légers LM8+             | Allemagne Tobias Franzmann Simon Barr Torben Neumann Stefan Wallat Daniel Wisgott Jonas Kilthau Sven Keßler Can Temel Frederik Böhm                      | 5 min 31 s 29 | Italie Luca De Maria Vincenzo Serpico Jiri Vlcek Leone Barbaro Livio La Padula Armando Dell'Aquila Guido Gravina Giorgio Tuccinardi Gianluca Barattolo | 5 min 33 s 87 | Turquie Mert Kaan Kartal Bayram Sönmez Ahmet Yumrukaya Cem Yılmaz Burak Özdemir Engin Özkan Hüseyin Kandemir Dogsah Boluk Kaan Şahin                                | 5 min 34 s 20 |

### Femmes
| Épreuves                           | Or | Or            | Argent | Argent        | Bronze                                                                                          | Bronze        |
| ---------------------------------- | --- | ------------- | --- | ------------- | ----------------------------------------------------------------------------------------------- | ------------- |
| Skiff W1x                          | Nouvelle-Zélande Emma Twigg | 7 min 14 s 95 | Australie Kim Crow | 7 min 17 s 33 | Chine Duan Jingli                                                                               | 7 min 22 s 57 |
| Skiff poids légers LW1x            | Belgique Eveline Peleman | 7 min 31 s 31 | Grèce Aikaterini Nikolaidou | 7 min 31 s 73 | États-Unis Kathleen Bertko                                                                      | 7 min 33 s 97 |
| Deux de couple W2x                 | Nouvelle-Zélande Fiona Bourke Zoe Stevenson | 6 min 38 s 04 | Pologne Magdalena Fularczyk Natalia Madaj | 6 min 39 s 36 | Australie Olympia Aldersey Sally Kehoe                                                          | 6 min 41 s 71 |
| Deux de pointe W2−                 | Royaume-Uni Helen Glover Heather Stanning | 6 min 50 s 61 | États-Unis Megan Kalmoe Kerry Simmonds | 6 min 52 s 87 | Nouvelle-Zélande Louise Trappitt Rebecca Scown                                                  | 6 min 54 s 79 |
| Deux de couple poids légers LW2x   | Nouvelle-Zélande Sophie Mackenzie Julia Edward                                                                                                   | 6 min 48 s 56 | Canada Lindsay Jennerich Patricia Obee | 6 min 50 s 41 | Chine Huang Wenyi Pan Dandan                                                                    | 6 min 53 s 40 |
| Quatre de couple W4x               | Allemagne Annekatrin Thiele Carina Bär Julia Lier Lisa Schmidla                                                                                  | 6 min 06 s 84 | Chine Jiang Yan Shen Xiaoxing Lyu Yang Zhang Xinyue | 6 min 10 s 51 | États-Unis Grace Latz Tracy Eisser Olivia Coffey Felice Mueller                                 | 6 min 12 s 03 |
| Quatre de pointe W4−               | Nouvelle-Zélande Kayla Pratt Kelsey Bevan Grace Prendergast Kerri Gowler                                                                         | 6 min 14 s 36 | États-Unis Zsuzsanna Francia Emily Regan Tessa Gobbo Adrienne Martelli                                                                                     | 6 min 20 s 69 | Chine Miao Tian Zhang Min He Sihui Zhang Huan                                                   | 6 min 23 s 31 |
| Quatre de couple poids légers LW4x | Pays-Bas Mirte Kraaijkamp Elisabeth Woerner Maaike Head Ilse Paulis                                                                              | 6 min 15 s 95 | Australie Laura Dunn Sarah Pound Maia Simmonds Hannah Every-Hall                                                                                           | 6 min 19 s 54 | Allemagne Katrin Thoma Judith Anlauf Wiebke Hein Leonie Pieper                                  | 6 min 22 s 79 |
| Huit W8+                           | États-Unis Victoria Opitz Meghan Musnicki Amanda Polk Lauren Schmetterling Grace Luczak Caroline Lind Eleanor Logan Heidi Robbins Katelin Snyder | 5 min 56 s 83 | Canada Cristy Nurse Lisa Roman Rosanne Deboef Natalie Mastracci Susanne Grainger Christine Roper Ashley Brzozowicz Lauren Wilkinson Lesley Thompson-Willie | 5 min 59 s 66 | Chine Zhang Dan Guo Linlin Yi Liqin Gao Qiuqiu Cui Xiaotong Ju Rui Zhang Min Zhang Huan Zhao Li | 6 min 00 s 52 |

### Paralympique
| Épreuves | Or                                                                        | Or            | Argent                                                                                  | Argent        | Bronze                                                                                  | Bronze        |
| -------- | ------------------------------------------------------------------------- | ------------- | --------------------------------------------------------------------------------------- | ------------- | --------------------------------------------------------------------------------------- | ------------- |
| ASM1x    | Australie Erik Horrie                                                     | 4 min 50 s 68 | Royaume-Uni Tom Aggar                                                                   | 4 min 53 s 41 | Russie Alexey Chuvashev                                                                 | 4 min 58 s 96 |
| ASW1x    | Norvège Birgit Skarstein                                                  | 5 min 22 s 12 | Israël Moran Samuel                                                                     | 5 min 33 s 86 | Biélorussie Liudmila Vauchok                                                            | 5 min 39 s 10 |
| TAMix2x  | Australie Gavin Bellis Kathryn Ross                                       | 4 min 02 s 55 | France Perle Bouge Stéphane Tardieu                                                     | 4 min 05 s 11 | Brésil Josiane Lima Michel Gomes Pessanha                                               | 4 min 07 s 54 |
| LTAMix2x | Ukraine Kateryna Morozova Dmytro Aleksieiev                               | 3 min 28 s 39 | Australie Jeremy McGrath Kathleen Murdoch                                               | 3 min 35 s 26 | France Guylaine Marchand Antoine Jesel                                                  | 3 min 36 s 47 |
| LTAMix4+ | Royaume-Uni Grace Clough Pamela Relph Daniel Brown James Fox Oliver James | 3 min 20 s 45 | États-Unis Jaclyn Smith Richard Vandegrift Zachry Burns Danielle Hansen Jennifer Sichel | 3 min 25 s 49 | Italie Lucilla Aglioti Valentina Grassi Tomasso Schettino Omar Airolo Giuseppe di Capua | 3 min 30 s 39 |

## Tableau des médailles
| Rang  | Nation           | Or | Argent | Bronze | Total |
| ----- | ---------------- | -- | ------ | ------ | ----- |
| 1     | Nouvelle-Zélande | 6  | 2      | 1      | 9     |
| 2     | Royaume-Uni      | 4  | 4      | 2      | 10    |
| 3     | Australie        | 2  | 3      | 3      | 8     |
| 3     | Allemagne        | 2  | 3      | 3      | 8     |
| 5     | Ukraine          | 2  | 0      | 0      | 2     |
| 6     | États-Unis       | 1  | 4      | 2      | 7     |
| 7     | Italie           | 1  | 2      | 1      | 4     |
| 8     | Grèce            | 1  | 1      | 0      | 2     |
| 9     | Norvège          | 1  | 0      | 1      | 2     |
| 9     | Afrique du Sud   | 1  | 0      | 1      | 2     |
| 9     | Suisse           | 1  | 0      | 1      | 2     |
| 12    | Belgique         | 1  | 0      | 0      | 1     |
| 12    | Croatie          | 1  | 0      | 0      | 1     |
| 12    | Tchéquie         | 1  | 0      | 0      | 1     |
| 12    | Danemark         | 1  | 0      | 0      | 1     |
| 12    | Pays-Bas         | 1  | 0      | 0      | 1     |
| 17    | France           | 0  | 3      | 1      | 4     |
| 18    | Canada           | 0  | 2      | 0      | 2     |
| 19    | Chine            | 0  | 1      | 5      | 6     |
| 20    | Pologne          | 0  | 1      | 1      | 2     |
| 21    | Israël           | 0  | 1      | 0      | 1     |
| 22    | Biélorussie      | 0  | 0      | 1      | 1     |
| 22    | Brésil           | 0  | 0      | 1      | 1     |
| 22    | Cuba             | 0  | 0      | 1      | 1     |
| 22    | Russie           | 0  | 0      | 1      | 1     |
| 22    | Turquie          | 0  | 0      | 1      | 1     |
| Total | Total            | 27 | 27     | 27     | 81    |